# Большекачаковська сільська рада
Большекача́ковська сільська рада (рос. Большекачаковский сельский совет) — муніципальне утворення у складі Калтасинського району Башкортостану, Росія. Адміністративний центр — присілок Большекачаково.

## Населення
Населення — 1165 осіб (2019, 1446 в 2010, 1692 в 2002).

## Склад
До складу поселення входять такі населені пункти:
| Населений пункт          | Населення, осіб (2002) | Населення, осіб (2010) |
| ------------------------ | ---------------------- | ---------------------- |
| Большекачаково, присілок | 605                    | 510                    |
| Качкінтурай, присілок    | 276                    | 259                    |
| Кугарчино, присілок      | 263                    | 178                    |
| Кургак, присілок         | 198                    | 186                    |
| Малокачаково, присілок   | 291                    | 279                    |
| Наратово, присілок       | 59                     | 34                     |